# Söldner: Secret Wars
Söldner: Secret Wars, ook vaak Soldner, Soeldner, SSW of SMC genoemd, is een computerspel, ontwikkeld door Wings Simulations en gepubliceerd door JowooD Productions op 27 mei 2004.
Het spel en zijn uitbreidingsset Marine Corps werden tezamen uitgebracht als Semper Fidelis: Marine Corps.

## Gameplay
Het spel kan worden gespeeld in first- of third-person mode. Het spel speelt zich af in een groot slagveld net als Battlefield 1942, maar in tegenstelling tot bij dat spel heeft de speler in Soldner geen grenzen, en kan alles kapotmaken dat hij op zijn weg tegenkomt. Het spel is ontwikkeld om online gespeeld te kunnen worden, waarbij de single-player mode als training dient.

## Speltypes
- Capture The Flag (CTF)
- Capture The Vehicle (CTV): gelijk aan CTF, maar dan met een voertuig in plaats van een vlag.
- Conquest (CQ)
- Super Conquest (SCQ): gelijk aan CQ, maar hierin kan men het hoofdkwartier van de vijand pas veroveren als men ook alle andere checkpoints in handen heeft.
- Deathmatch (DM)
- Team-Deathmatch (TDM)
- Frontline (FL)

Alle modes kunnen in elk level gespeeld worden.